# Allodapica lechriosema
Allodapica lechriosema är en fjärilsart som beskrevs av Turner 1920. Allodapica lechriosema ingår i släktet Allodapica och familjen plattmalar. Inga underarter finns listade i Catalogue of Life.